# Matt Reynolds (giocatore di baseball 1990)
Matthew William Reynolds (Tulsa, 3 dicembre 1990) è un giocatore di baseball statunitense, interno per i New York Mets della Major League Baseball.

## Minor League "MiLB"
Reynolds venne selezionato al 2º giro del draft amatoriale del 2012 come 71a scelta dai Mets. Nello stesso anno iniziò a livello A con i Savannah Sand Gnats nella South Atlantic League "SAL", finendo con .259 alla battuta, .335 i base, 4 fuoricampo, 13 RBI, 5 basi rubate e 18 punti in 42 partite (158 AB). Il 23 febbraio 2013 venne inserito nel roster dei Mets, per essere protetto dal Rule 5 Draft, in MiLB giocò con due squadre finendo con .225 alla battuta, .300 in base, 5 fuoricampo, 49 RBI, 9 basi rubate e 59 punti in 118 partite (436 AB).
Il 5 marzo 2014 venne inserito nuovamente nel roster dei Mets, per essere protetto dal Rule 5 Draft. Finì giocando con 2 squadre finendo con .343 alla battuta, .405 in base, 6 fuoricampo, 61 RBI, 20 basi rubate e 87 punti in 126 partite (428 AB). Il 3 febbraio 2015 venne invitato a giocare la pre-stagione con i Mets. Nella MiLB giocò con 2 squadre finendo con .269 alla battuta, .321 in base, 6 fuoricampo, 66 RBI, 13 basi rubate e 71 punti in 118 partite (450 AB).
Nel 2016 giocò a livello AAA con i Las Vegas 51s nella Pacific Coast League "PCL", terminando con .264 alla battuta, .336 in base, 2 fuoricampo, 24 RBI, 9 basi rubate e 43 punti in 71 partite (269 AB).

## Major League "MLB"

### New York Mets (2016-2017)
Reynolds venne chiamato in 1ª squadra il 17 marzo 2016 e debuttò nella MLB lo stesso giorno, al Citi Field di New York contro i Washington Nationals. Il 29 venne opzionato ai 51s, il 3 giugno venne richiamato per esser poi rimandato nelle MiLB il 5 luglio. Il 1º agosto venne nuovamente richiamato e il 13 dello stesso mese venne rimandato ai 51s. Il 5 settembre ritornò in MLB. Finì la stagione con .225 alla battuta, .266 in base, 3 fuoricampo, 13 RBI, nessuna base rubata e 11 punti in 47 partite (89 AB), battendo con una distanza media in lunghezza di 190,91 feet e 20,58 feet in altezza.
Il 22 marzo 2017 venne opzionato ai Las Vegas 51s nelle minor. Il 26 aprile è stato promosso in prima squadra.

### Washington Nationals (2018-2019)
Il 12 febbraio 2018, i Mets scambiarono Reynolds con i Washington Nationals in cambio di una somma in denaro. Giocò nella stagione 2018 in 12 partite nella MLB e in 88 nella minor league, di cui 86 nella Tripla-A e 2 nella A-breve. Nel 2019 venne schierato per l'intera stagione nella Tripla-A e a fine stagione divenne free agent.

### Kansas City Royals (2020)
Il 16 novembre 2019, Reynolds firmò un contratto di minor league con i Kansas City Royals. Durante la stagione disputò tre partite nella MLB, tuttavia il 12 settembre venne designato per la riassegnazione. Divenne free agent il 14 ottobre 2020.

### Chicago White Sox (2021)
L'11 febbraio 2021, venne ufficializzata la firma di un contratto di minor league da parte di Reynolds con i Chicago White Sox. Chiuse la stagione con 93 partite disputate nella Tripla-A, diventando free agent.

### Ritorno ai Mets
Il 1º dicembre 2021, Reynolds firmò un contratto di minor league con i New York Mets.

## Palmarès
- (1) Rising Stars della Arizona Fall League "AFL" (2014)
- (1) MiLB.com Organization All-Star (2014)
- (1) Mid-Season All-Star della Pacific Coast League "PCL" (2015)
- (1) Giocatore della settimana della PCL (4 agosto 2014).